# Àguila coronada
L'àguila coronada (Stephanoaetus coronatus) és un gran ocell rapinyaire de la família dels accipítrids (Accipitridae). Habita als boscos i selves d'Àfrica subsahariana. El seu estat de conservació es considera gairebé amenaçat.
És l'única espècie viva del gènere Stephanoaetus, després de l'extinció de l'àguila coronada de Madagascar.
S'alimenta bàsicament de mamífers, principalment micos, essent l'únic rapinyaire africà capaç de caçar-los. Si bé és una mica menor que l'àguila marcial, les seves preses solen ser més grans.